# 马尔巴赫 (卢塞恩州)
马尔巴赫（德語：Marbach，發音：[ˈmarbax] ⓘ）是瑞士卢塞恩州曾经的一个市镇，面积45.1平方千米，2012年12月31日人口为1,212人。